# Concacaf Champions Cup
Concacaf Champions Cup, mellan 2008 och 2023 Concacaf Champions League, är den största fotbollsturneringen för klubblag i Nordamerika, Centralamerika och Karibien. Turneringen, som arrangeras av Concacaf varje säsong, spelades första gången säsongen 1962. Från och med säsongen 2008/2009 ändrades namnet från Concacaf Champions' Cup till Concacaf Champions League.
Mexikanska klubbar har varit de överlägset mest framgångsrika genom åren med 38 vinster och 20 andraplatser i Concacaf Champions' Cup och Concacaf Champions League till och med 2023. América har varit den mest framgångsrika klubben med totalt sju vinster och en andraplats.
Formatet, som har modifierats genom åren, består av en ren utslagsturnering med 16 deltagande klubbar som möts hemma och borta. Sex av platserna i turneringen ges till klubbar som kvalificerat sig genom Concacaf League föregående sommar/höst. Det förekom tidigare gruppspel, men detta avskaffades efter säsongen 2016/2017.
Mästaren får sedan 2005 delta i VM för klubblag.

## Historia

### Champions' Cup (1962–2008)
Turneringen kom ursprungligen till i ett försök att få tillträde till den sydamerikanska turneringen Copa Libertadores, som spelades första gången 1960. Turneringen spelades inte 1964–1966.
Från början deltog endast de olika ländernas mästare, men från och med 1971 deltog en del ligatvåor och turneringen växte i omfång, bland annat med införandet av gruppspel. Efter bildandet av Major League Soccer i USA blev turneringen en ren utslagsturnering från och med 1997 fram till 2008.

### Champions League (2008–)
Turneringen döptes om till Champions League säsongen 2008/2009. Från början inleddes turneringen med en omgång där 16 oseedade klubbar möttes och de åtta segrarna där, tillsammans med de åtta seedade klubbarna, delades därefter in i fyra grupper om vardera fyra klubbar. Gruppsegrarna och tvåorna gick vidare till kvartsfinal.
Inför säsongen 2012/2013 ändrades formatet på så sätt att alla 24 klubbar direkt placerades i åtta grupper om vardera tre klubbar. Gruppsegrarna gick vidare till kvartsfinal. Detta format behölls till och med säsongen 2016/2017.
Därefter, med början säsongen 2018, reducerades antalet klubbar i turneringen från 24 till 16 och turneringen spelas sedan dess endast under vårsäsongen. En ny turnering, Concacaf League, infördes samtidigt. Den spelas under sommaren/hösten året innan och bestod från början av 16 klubbar. Den turneringens mästare gick vidare till Champions League, där 15 direktkvalificerade klubbar väntade. Champions League har sedan dess inte längre något gruppspel utan är återigen en ren utslagsturnering, som börjar med åttondelsfinal.
Från och med säsongen 2020 ändrades formatet på det sättet att det bara var tio klubbar som var direktkvalificerade. Concacaf League utökades samtidigt till 22 klubbar där de sex bästa, i stället för bara mästaren, gick vidare till Champions League.

## Mästare

### Kronologiskt
| Säsong    | Vinnare                                                           | Finalist                                                                                                | Resultat                                                                                                | Resultat                                                                                                | Resultat                                                                                                |
| Säsong    | Vinnare                                                           | Finalist                                                                                                | Match 1                                                                                                 | Match 2                                                                                                 | Playoff                                                                                                 |
| 1962–1969 | 1962–1969                                                         | 1962–1969                                                                                               | 1962–1969                                                                                               | 1962–1969                                                                                               | 1962–1969                                                                                               |
| --------- | ----------------------------------------------------------------- | --- | --- | --- | --- |
| 1962      | Guadalajara                                                       | Comunicaciones                                                                                          | 1–0 | 5–0 | i.u. |
| 1963      | Racing Haïtien                                                    | Guadalajara                                                                                             | Guadalajara utgick pga en europaturné                                                                   | Guadalajara utgick pga en europaturné                                                                   | Guadalajara utgick pga en europaturné                                                                   |
| 1964      | Båda finallagen ( Leo Victo och Uruguay de Coronado) drog sig ur. | Båda finallagen ( Leo Victo och Uruguay de Coronado) drog sig ur.                                       | | | |
| 1965      | Turneringen ställdes in, Saprissa tog sig till final.             | Turneringen ställdes in, Saprissa tog sig till final.                                                   | | | |
| 1967      | Alianza                                                           | Jong Colombia                                                                                           | 1–2 | 3–0 | 5–3 |
| 1968      | Toluca                                                            | Båda klubbarna som spelade om en plats i finalen mot Toluca diskades.                                   | Båda klubbarna som spelade om en plats i finalen mot Toluca diskades.                                   | Båda klubbarna som spelade om en plats i finalen mot Toluca diskades.                                   | Båda klubbarna som spelade om en plats i finalen mot Toluca diskades.                                   |
| 1969      | Cruz Azul                                                         | Comunicaciones                                                                                          | 0–0 | 1–0 | i.u. |
| 1970–1979 |                                                                   | | | | |
| 1970      | Cruz Azul                                                         | Båda klubbarna ( Saprissa och Transvaal) som spelade om en plats i finalen drog sig ur.                 | Båda klubbarna ( Saprissa och Transvaal) som spelade om en plats i finalen drog sig ur.                 | Båda klubbarna ( Saprissa och Transvaal) som spelade om en plats i finalen drog sig ur.                 | Båda klubbarna ( Saprissa och Transvaal) som spelade om en plats i finalen drog sig ur.                 |
| 1971      | Cruz Azul                                                         | Alajuelense                                                                                             | Gruppspel                                                                                               | Gruppspel                                                                                               | 5–1 |
| 1972      | Olimpia                                                           | Robinhood                                                                                               | 1–0 | 0–0 | i.u. |
| 1973      | Transvaal                                                         | Inga klubbar från Nordamerika deltog och klubbarna som gick till final från Centralamerika drog sig ur. | Inga klubbar från Nordamerika deltog och klubbarna som gick till final från Centralamerika drog sig ur. | Inga klubbar från Nordamerika deltog och klubbarna som gick till final från Centralamerika drog sig ur. | Inga klubbar från Nordamerika deltog och klubbarna som gick till final från Centralamerika drog sig ur. |
| 1974      | Municipal                                                         | Transvaal                                                                                               | 2–1 | 2–1 | i.u. |
| 1975      | Atlético Español                                                  | Transvaal                                                                                               | 3–0 | 2–1 | i.u. |
| 1976      | Águila                                                            | Robinhood                                                                                               | 5–1 | 3–2 (e.f.)                                                                                              | i.u. |
| 1977      | América                                                           | Robinhood                                                                                               | 1–0 | 1–1 | i.u. |
| 1978      | Comunicaciones                                                    | Finalturneringen ställdes in på grund av administrativa problem och oenighet om speldatum.              | Finalturneringen ställdes in på grund av administrativa problem och oenighet om speldatum.              | Finalturneringen ställdes in på grund av administrativa problem och oenighet om speldatum.              | Finalturneringen ställdes in på grund av administrativa problem och oenighet om speldatum.              |
| 1978      | Defence Force                                                     | Finalturneringen ställdes in på grund av administrativa problem och oenighet om speldatum.              | Finalturneringen ställdes in på grund av administrativa problem och oenighet om speldatum.              | Finalturneringen ställdes in på grund av administrativa problem och oenighet om speldatum.              | Finalturneringen ställdes in på grund av administrativa problem och oenighet om speldatum.              |
| 1978      | Leones Negros                                                     | Finalturneringen ställdes in på grund av administrativa problem och oenighet om speldatum.              | Finalturneringen ställdes in på grund av administrativa problem och oenighet om speldatum.              | Finalturneringen ställdes in på grund av administrativa problem och oenighet om speldatum.              | Finalturneringen ställdes in på grund av administrativa problem och oenighet om speldatum.              |
| 1979      | Fas                                                               | Jong Colombia                                                                                           | 1–1 | 7–1 | i.u. |
| Säsong    | Vinnare                                                           | Finalist                                                                                                | Resultat                                                                                                | Resultat                                                                                                | Resultat                                                                                                |
| Säsong    | Vinnare                                                           | Finalist                                                                                                | Match 1                                                                                                 | Match 2                                                                                                 | Totalt                                                                                                  |
| 1980–1989 |                                                                   | | | | |
| 1980      | UNAM                                                              | UNAH | Gruppspel                                                                                               | Gruppspel                                                                                               | Gruppspel                                                                                               |
| 1981      | Transvaal                                                         | Atlético Marte                                                                                          | 1–0 | 1–1 | 2–1 |
| 1982      | UNAM                                                              | Robinhood                                                                                               | 0–0 | 3–2 | 3–2 |
| 1983      | Atlante                                                           | Robinhood                                                                                               | 1–1 | 5–0 | 6–1 |
| 1984      | Violette                                                          | Båda klubbarna som spelade om en plats i finalen mot Violette diskades.                                 | Båda klubbarna som spelade om en plats i finalen mot Violette diskades.                                 | Båda klubbarna som spelade om en plats i finalen mot Violette diskades.                                 | Båda klubbarna som spelade om en plats i finalen mot Violette diskades.                                 |
| 1985      | Defence Force                                                     | Olimpia                                                                                                 | 2–0 | 0–1 | 2–1 |
| 1986      | Alajuelense                                                       | Transvaal                                                                                               | 4–1 | 2–1 | 6–2 |
| 1987      | América                                                           | Defence Force                                                                                           | 1–1 | 2–0 | 3–2 |
| 1988      | Olimpia                                                           | Defence Force                                                                                           | 2–0 | 2–0 | 4–0 |
| 1989      | UNAM                                                              | Pinar del Río                                                                                           | 1–1 | 3–1 | 4–2 |
| 1990–1999 |                                                                   | | | | |
| 1990      | América                                                           | Pinar del Río                                                                                           | 2–2 | 6–0 | 8–2 |
| 1991      | Puebla                                                            | Police                                                                                                  | 3–1 | 1–1 | 4–2 |
| 1992      | América                                                           | Alajuelense                                                                                             | 1–0 | | |
| 1993      | Saprissa                                                          | León | Gruppspel                                                                                               | Gruppspel                                                                                               | Gruppspel                                                                                               |
| 1994      | Cartaginés                                                        | Atlante                                                                                                 | 3–2 | | |
| 1995      | Saprissa                                                          | Municipal                                                                                               | Gruppspel                                                                                               | Gruppspel                                                                                               | Gruppspel                                                                                               |
| 1996      | Cruz Azul                                                         | Necaxa                                                                                                  | Gruppspel                                                                                               | Gruppspel                                                                                               | Gruppspel                                                                                               |
| 1997      | Cruz Azul                                                         | Los Angeles Galaxy                                                                                      | 5–3 | | |
| 1998      | DC United                                                         | Toluca                                                                                                  | 1–0 | | |
| 1999      | Necaxa                                                            | Alajuelense                                                                                             | 2–1 | | |
| 2000–2009 |                                                                   | | | | |
| 2000      | Los Angeles Galaxy                                                | Olimpia                                                                                                 | 3–2 | | |
| 2002      | Pachuca                                                           | Morelia                                                                                                 | 1–0 | | |
| 2003      | Toluca                                                            | Morelia                                                                                                 | 3–3 | 2–1 | 5–4 |
| 2004      | Alajuelense                                                       | Saprissa                                                                                                | 1–1 | 4–1 | 5–1 |
| 2005      | Saprissa                                                          | UNAM | 2–0 | 1–2 | 3–2 |
| 2006      | América                                                           | Toluca                                                                                                  | 0–0 | 2–1 (e.f.)                                                                                              | 2–1 |
| 2007      | Pachuca                                                           | Guadalajara                                                                                             | 2–2 | 0–0 (e.f.)                                                                                              | 2–2 (7–6 str.)                                                                                          |
| 2008      | Pachuca                                                           | Saprissa                                                                                                | 1–1 | 2–1 | 3–2 |
| 2008/2009 | Atlante                                                           | Cruz Azul                                                                                               | 2–0 | 0–0 | 2–0 |
| 2010–2019 |                                                                   | | | | |
| 2009/2010 | Pachuca                                                           | Cruz Azul                                                                                               | 1–2 | 1–0 | 2–2 (BM)                                                                                                |
| 2010/2011 | Monterrey                                                         | Real Salt Lake                                                                                          | 2–2 | 1–0 | 3–2 |
| 2011/2012 | Monterrey                                                         | Santos Laguna                                                                                           | 2–0 | 1–2 | 3–2 |
| 2012/2013 | Monterrey                                                         | Santos Laguna                                                                                           | 0–0 | 4–2 | 4–2 |
| 2013/2014 | Cruz Azul                                                         | Toluca                                                                                                  | 0–0 | 1–1 | 1–1 (BM)                                                                                                |
| 2014/2015 | América                                                           | Montreal Impact                                                                                         | 1–1 | 4–2 | 5–3 |
| 2015/2016 | América                                                           | UANL | 2–0 | 2–1 | 4–1 |
| 2016/2017 | Pachuca                                                           | UANL | 1–1 | 1–0 | 2–1 |
| 2018      | Guadalajara                                                       | Toronto                                                                                                 | 2–1 | 1–2 | 3–3 (4–2 str.)                                                                                          |
| 2019      | Monterrey                                                         | UANL | 1–0 | 1–1 | 2–1 |
| 2020–2029 |                                                                   | | | | |
| 2020      | UANL                                                              | Los Angeles                                                                                             | 2–1 | | |
| 2021      | Monterrey                                                         | América                                                                                                 | 1–0 | | |
| 2022      | Seattle Sounders                                                  | UANM | 2–2 | 3–0 | 5–2 |
| 2023      | León                                                              | Los Angeles                                                                                             | 2–1 | 1–0 | 3–1 |
| 2024      | ?                                                                 | ? | – | – | – |

### Per klubb
Nedanstående tabell presenterar det sammanlagda antalet vinster och andraplatser per klubb av Concacaf Champions' Cup och Concacaf Champions League.
| Nr | Klubb                      | Mästare | Tvåa | Mästareår                                | Tvåaår                       |
| -- | -------------------------- | ------- | ---- | ---------------------------------------- | ---------------------------- |
| 1  | América                    | 7       | 1    | 1977, 1987, 1990, 1992, 2006, 2015, 2016 | 2021                         |
| 2  | Cruz Azul                  | 6       | 2    | 1969, 1970, 1971, 1996, 1997, 2014       | 2009, 2010                   |
| 3  | Pachuca                    | 5       | 0    | 2002, 2007, 2008, 2010, 2017             | -                            |
| 3  | Monterrey                  | 5       | 0    | 2011, 2012, 2013, 2019, 2021             | -                            |
| 5  | Deportivo Saprissa         | 3       | 2    | 1993, 1995, 2005                         | 2004, 2008                   |
| 5  | Pumas de la UNAM           | 3       | 2    | 1980, 1982, 1989                         | 2005, 2022                   |
| 7  | Transvaal                  | 2       | 3    | 1973, 1981                               | 1974, 1975, 1986             |
| 7  | Deportivo Toluca           | 2       | 3    | 1968, 2003                               | 1998, 2006, 2014             |
| 7  | Alajuelense                | 2       | 3    | 1986, 2004                               | 1971, 1992, 1999             |
| 10 | Defence Force              | 2       | 2    | 1978, 1985                               | 1987, 1988                   |
| 10 | Olimpia                    | 2       | 2    | 1972, 1988                               | 1985, 2000                   |
| 10 | Guadalajara                | 2       | 2    | 1962, 2018                               | 1963, 2007                   |
| 13 | Atlante                    | 2       | 1    | 1983, 2009                               | 1994                         |
| 14 | UANL                       | 1       | 3    | 2020                                     | 2016, 2017, 2019             |
| 15 | Comunicaciones             | 1       | 2    | 1978                                     | 1962, 1969                   |
| 16 | Municipal                  | 1       | 1    | 1974                                     | 1995                         |
| 16 | Necaxa                     | 1       | 1    | 1999                                     | 1996                         |
| 16 | Los Angeles Galaxy         | 1       | 1    | 2000                                     | 1997                         |
| 19 | Racing Club Haïtien        | 1       | 0    | 1963                                     | -                            |
| 19 | Alianza                    | 1       | 0    | 1967                                     | -                            |
| 19 | Atlético Español           | 1       | 0    | 1975                                     | -                            |
| 19 | Águila                     | 1       | 0    | 1976                                     | -                            |
| 19 | Universidad de Guadalajara | 1       | 0    | 1978                                     | -                            |
| 19 | Fas                        | 1       | 0    | 1979                                     | -                            |
| 19 | Violette                   | 1       | 0    | 1984                                     | -                            |
| 19 | Puebla                     | 1       | 0    | 1991                                     | -                            |
| 19 | Cartaginés                 | 1       | 0    | 1994                                     | -                            |
| 19 | DC United                  | 1       | 0    | 1998                                     | -                            |
| 19 | Seattle Sounders           | 1       | 0    | 2022                                     | -                            |
| 30 | Robinhood                  | 0       | 5    | -                                        | 1972, 1976, 1977, 1982, 1983 |
| 31 | Jong Colombia              | 0       | 2    | -                                        | 1967, 1979                   |
| 31 | Pinar del Río              | 0       | 2    | -                                        | 1989, 1990                   |
| 31 | Monarcas Morelia           | 0       | 2    | -                                        | 2002, 2003                   |
| 31 | Santos Laguna              | 0       | 2    | -                                        | 2012, 2013                   |
| 35 | Universidad                | 0       | 1    | -                                        | 1980                         |
| 35 | Atlético Marte             | 0       | 1    | -                                        | 1981                         |
| 35 | Police                     | 0       | 1    | -                                        | 1991                         |
| 35 | León                       | 0       | 1    | -                                        | 1993                         |
| 35 | Real Salt Lake             | 0       | 1    | -                                        | 2011                         |
| 35 | Montreal Impact            | 0       | 1    | -                                        | 2015                         |
| 35 | Toronto                    | 0       | 1    | -                                        | 2018                         |
| 35 | Los Angeles FC             | 0       | 1    | -                                        | 2020                         |

### Per land
Nedanstående tabell presenterar det sammanlagda antalet vinster och andraplatser per land av Concacaf Champions' Cup och Concacaf Champions League.
| Nr | Land                | Mästare | Tvåa | Mästareår | Tvåaår |
| -- | ------------------- | ------- | ---- | --- | --- |
| 1  | Mexiko              | 37      | 20   | 1962, 1968, 1969, 1970, 1971, 1975, 1977, 1978, 1980, 1982, 1983, 1987, 1989, 1990, 1991, 1992, 1996, 1997, 1999, 2002, 2003, 2006, 2007, 2008, 2009, 2010, 2011, 2012, 2013, 2014, 2015, 2016, 2017, 2018, 2019, 2020, 2021 | 1963, 1993, 1994, 1996, 1998, 2002, 2003, 2005, 2006, 2007, 2009, 2010, 2012, 2013, 2014, 2016, 2017, 2019, 2021, 2022 |
| 2  | Costa Rica          | 6       | 5    | 1986, 1993, 1994, 1995, 2004, 2005 | 1971, 1992, 1999, 2004, 2008                                                                                           |
| 3  | USA                 | 3       | 3    | 1998, 2000, 2022 | 1997, 2011, 2020 |
| 4  | El Salvador         | 3       | 1    | 1967, 1976, 1979 | 1981 |
| 5  | Surinam*            | 2       | 8    | 1973, 1981 | 1972, 1974, 1975, 1976, 1977, 1982, 1983, 1986                                                                         |
| 6  | Guatemala           | 2       | 3    | 1974, 1978 | 1962, 1969, 1995 |
| 6  | Trinidad och Tobago | 2       | 3    | 1978, 1985 | 1987, 1988, 1991 |
| 6  | Honduras            | 2       | 3    | 1972, 1988 | 1980, 1985, 2000 |
| 9  | Haiti               | 2       | 0    | 1963, 1984 | - |
| 10 | Curaçao**           | 0       | 2    | - | 1967, 1979 |
| 10 | Kuba                | 0       | 2    | - | 1989, 1990 |
| 10 | Kanada              | 0       | 2    | - | 2015, 2018 |

* Inklusive Nederländska Guyana
** Inklusive Nederländska Antillerna

### Webbkällor
- ”About the Scotiabank CONCACAF Champions League” (på engelska). Concacaf. https://www.concacafchampionsleague.com/en/about-the-scotiabank-concacaf-champions-league. Läst 8 augusti 2019.
- ”CONCACAF Cup” (på engelska). Rec.Sport.Soccer Statistics Foundation. http://www.rsssf.com/tablesc/ca1.html. Läst 8 augusti 2019.